# Darova
Darova es una comuna ubicada en el distrito de Timiș, Rumania.

## Superficie
Posee una superficie de 104,6 kilómetros cuadrados.

## Demografía
Hasta 2021 la población era de 3074 habitantes, con una densidad de población de 29,39 habitantes por kilómetro cuadrado.